# Хунковичи
Хунковичи (серб. Хунковићи, босн. Hunkovići) — населённый пункт (деревня) в общине Чайниче, который принадлежит энтитету Республике Сербской, Босния и Герцеговина. По результатам югославской переписи населения 1991 года в Хунковичах проживало 88 человек. Деревня Хунковичи расположена на границе с Республикой Сербия

## Население
В населении деревни преобладают мусульмане (боснийцы), также имеется значительное сербское меньшинство.
| 1991                           | - | - | - | - | - | - |
| ------------------------------ | - | - | - | - | - | - |
| 88                             | - | - | - | - | - | - |
| Гистограмма динамики населения |   |   |   |   |   |   |

### Национальный состав населения
на 1991 год:
- Сербы - 25 человек (28,41%)
- Хорваты - 0 человек (0,00%)
- Мусульмане - 63 человека (71,59%)
- Югославы - 0 человек (0,00%)
- Другие и неизвестно - 0 человек (0,00%)